# Aarik Wilson
Aarik Wilson (Fallon, 25 oktober 1982) is een Amerikaanse hink-stap-springer. Hiernaast is hij ook een goed verspringer.
Hij werd in 2003 vijfde op de Pan-Amerikaanse Spelen en in 2006 zesde op de wereldatletiekfinale. Op het WK indoor in 2006 behaalde hij de finale niet. In 2007 werd hij Amerikaans indoor kampioen met een sprong van 17,28 meter en eindigde hij derde op het verspringen met een sprong van 8,00 meter.
Op de Olympische Spelen van 2008 in Peking was zijn 15,97 m niet voldoende om zich te plaatsen voor de finale.

## Titels
- Amerikaans kampioen hink-stap-springen (indoor) - 2007, 2008
- NCAA kampioen hink-stap-springen (indoor) - 2005
- NCAA kampioen verspringen (indoor) - 2005

## Persoonlijke records
Outdoor
| Onderdeel          | Prestatie | Datum           | Plaats       |
| ------------------ | --------- | --------------- | ------------ |
| hink-stap-springen | 17,58 m   | 3 augustus 2007 | Londen       |
| verspringen        | 8,07 m    | 22 juni 2007    | Indianapolis |

Indoor
| Onderdeel          | Prestatie | Datum            | Plaats       |
| ------------------ | --------- | ---------------- | ------------ |
| verspringen        | 8,17 m    | 11 maart 2005    | Fayetteville |
| hink-stap-springen | 17,28 m   | 24 februari 2007 | Boston       |

## Palmares

### Hink-stap-springen
Kampioenschappen
- 2003: 5e Pan-Amerikaanse Spelen - 16,20 m
- 2006: 6e Wereldatletiekfinale - 16,78 m
- 2007: 5e WK - 17,31 m
- 2007:  Wereldatletiekfinale - 17,34 m
- 2008: 7e WK indoor - 16,88 m

Golden League-podiumplekken
- 2006:  Weltklasse Zürich – 17,08 m
- 2007:  Bislett Games – 17,26 m
- 2007:  Meeting Gaz de France – 16,96 m
- 2007:  Weltklasse Zürich – 17,11 m
- 2007:  Memorial Van Damme – 17,20 m
- 2007:  ISTAF – 17,07 m